# Dury (Somme)
Dury é uma comuna francesa na região administrativa de Altos da França, no departamento de Somme. Estende-se por uma área de 10,99 km². Em 2010 a comuna tinha 1 520 habitantes (densidade: 138,3 hab./km²).